# Сан Нацарио (Салерно)
Сан Нацарио је насеље у Италији у округу Салерно, региону Кампанија.
Према процени из 2011. у насељу је живело 223 становника. Насеље се налази на надморској висини од 360 м.